# 寺越事件
寺越事件（てらこしじけん）とは、1963年（昭和38年）5月11日夜から翌5月12日未明にかけて、石川県羽咋郡高浜町（現、志賀町）高浜港沖で、漁船「清丸（きよまる）」に乗船して漁に出ていた寺越昭二（当時36歳）、弟の寺越外雄（当時24歳）、甥の寺越武志（当時13歳）の3名が洋上で失踪した事件。この事件は、3名が乗船していた漁船の名から清丸事件（きよまるじけん）と称することがある。3名のうち、少なくとも寺越外雄と寺越武志は後に北朝鮮（朝鮮民主主義人民共和国）で生存している事実が確認された。北朝鮮工作員による拉致事件であることが濃厚であるが、北朝鮮当局は「北朝鮮の船が遭難していた3人を救助した」と主張している。昭二の息子3人は拉致被害者の「家族会」に入会しているが、他方で武志の母親・友枝は入会を断り独自に訪朝するなどしている。

## 概要

### 失踪事件
1963年（昭和38年）5月11日（土曜日）、寺越昭二、外雄、武志の3人は昭二所有となる1.5トンの小型漁船「清丸」で能登半島沖へメバル漁に出たまま行方不明になった。「清丸」は11日の午後1時ころに高浜漁港を出港し、北よりの富来町（現、志賀町）福浦港に立ち寄った後、午後4時ころ福浦の沖400メートルに刺し網を入れた。そこまでは周囲からも確認されており、夜遅くには高浜港に帰港する予定だったが、その日は帰らず、翌5月12日の朝、高浜港の沖合い7キロメートルの海上を漁船だけが漂流しているところを発見された。購入して間もない昭二所有の「清丸」左舷には他の船に衝突されてできたような損傷があり、緑色の塗料も付着していた。転覆やエンジン故障の痕跡はなかった。網は仕掛けられたままとなっており、人間だけが忽然と消えたのである。見つかったのは、武志が中学校で着ていた学生服が漁船近くの海中で拾得された程度であった。昭二と外雄の父で武志にとっては祖父にあたる寺越嘉太郎は、その日のうちに昭二・外雄・武志の3人の捜査依頼を羽咋警察署に出した。港では、「清丸」に衝突した船を特定するため1隻ずつ臨検され、ヘリコプターによる空からの捜索活動もおこなわれた。1週間におよぶ海上保安庁や地元漁協の捜索にもかかわらず3人の遺体は発見されず、消息もつかめないまま戸籍上「死亡（遭難死）」として扱われた。3人は海に投げ出されて死亡したものとみなされたのである。捜索が打ち切られて間もなく、寺越家では写真だけによる3人の葬儀が執り行われた。

### 外雄からの手紙と『再会』
3人の失踪から24年目の1987年（昭和62年）1月22日、死んでいると思われていた外雄から外雄の姉（昭二の妹）豊子の嫁ぎ先に突然手紙がとどいた。わら半紙にボールペンで書かれていた手紙には、3人は失踪後、北朝鮮で暮らすようになったこと、外雄自身は北朝鮮で家庭をもち、2人の子があること、外雄の北朝鮮での住所、「金哲浩（キム・チョルホ）」という北朝鮮での名前が記されてあった。豊子の夫は、本当に外雄本人なのかどうか確定させるための質問も盛り込んで、すぐにこれに返事を出した。外雄の2度目の手紙により、間違いなく外雄の北朝鮮での生存が確認された。外雄の返信によれば、武志は生存し、結婚して子どももいるが、昭二は北朝鮮に来てから5年後に亡くなったという。
武志生存の報に、武志の母寺越友枝は警察、赤十字社、保健所、県庁、考えられるあらゆる場所に手紙を持って尋ね歩いた。そして、1987年8月、当時の日本社会党訪朝団に同行して初の平壌入りを果たし、武志や外雄と24年ぶりの再会を果たした。昭二の親族が、失踪した3人がどのようにして北朝鮮で暮らすことになったのか、その経緯を知ったのは日本社会党訪朝団の団長であった嶋崎譲（旧石川1区選出）が帰国後まとめた冊子『再会』によってであった。

清丸が約3時間走った頃、船の機関が故障し動かなくなった。1時間かけても修理できなかった。昭二は外雄と武志に仮眠するよう言い、昭二1人で修理していたが、大きな衝突音がして100トンほどの船が遠ざかっていくのを確認した。昭二は海の中に投げ出されており、船は浸水して傾きかけていた。外雄も武志も海に飛び込み、そのまま漂流、意識を失った。気づくと、3人とも福浦港から800キロメートル離れた北朝鮮清津市の病院のベッドの上にいた。3人は清津の水産事業所の漁船員に救助されたのだった。
3人は在日朝鮮人のふりをして北朝鮮で暮らすことにして4か月後には北朝鮮国籍を取得した。外雄は金哲弘（キム・チョルホ）、武志は金英弘（キム・ヨンホ）と名乗った。2年後、2人は平安北道亀城市に移り、外雄は工作機械工場の旋盤工として、武志は溶接工として働き、1965年には外雄が、1971年には武志が結婚した。昭二が亡くなったのは1968年3月30日で、その日は昭二の41歳の誕生日でもあった。誕生日の祝いに3人で酒を飲み、朝、目が覚めたら昭二はベッドから落ちて死んでいた。病死であった。
『再会』には、こう書かれていた。しかし、昭二の子どもたちからすれば、腑に落ちないことだらけであった。船の機関が故障とあるが、翌日、清丸のエンジンは故障などしていなかったし、朝まで船は浮かんでいて浸水などしていなかった。昭二が海へ投げ出されたというが、船べりから手を伸ばせばすぐに助けられたはずだし、海岸から400メートルの距離で飛び込んだのならば、3人は泳ぎが達者だったので泳いで浜まで渡って来れたはずである。当日、海はべた凪だった。800キロメートル離れた北朝鮮の船が救助する理由も必然性もない。客観的にも、衝突事故の報告もなかったし、清丸が漁をしていた場所は岸からは目と鼻の先で、外国船が立ち入ることのできない海域であった。通常、北朝鮮の船が彼らを救助する状況自体考えられないことであった。
当時は、在日朝鮮人の帰還事業がまだ続いていたので、新潟市と清津市を結ぶ船が運航されており、もし、北朝鮮が彼ら3人を救助したのであれば、その船に乗せてすぐにも日本に帰すことができたはずである。「救助」がもしも本当ならば、救助通告もせずに24年間も家族と連絡をさせないなどということがありうるだろうか。取材にあたった高世仁らジャーナリストは、この事件を拉致事件だと結論づけた。
寺越事件では、失踪して1か月後に海難事故として3人の戸籍が抹消されたものの、寺越家では外雄からの手紙を受けて1988年に戸籍回復を試みたことがある。しかし、それを仲介した嶋崎譲が「むずかしい」と返答したのでそれっきりになってしまった。1997年の「家族会」発足後、マスコミが法務省にこのことを確認したら、「生きているなら簡単に回復できる」ということであり、事実、1か月で回復できた。嶋崎は1988年に寺越武志の両親を北朝鮮に連れて行ったが、実は北朝鮮に言われて「むずかしい」と言っていたのであり、嶋崎が日本側の返還要求を封じることを幇助していたことが後に判明した。

### 安明進証言
『再会』は、北朝鮮当局の寺越事件に関する公式見解のようなものであり、外雄や武志の証言や著書もそこから逸脱することはなく、3人は北朝鮮によって「救助」されたものであるという説明であった。しかし、子どもたちは昭二の死についても不審の念を持っていた。1990年（平成2年）に昭二の「墓の土」と称するものが子どもたちに渡され、2002年（平成14年）には墓の写真が提供された。ところが、昭二が北朝鮮で生活したことを示す写真や手紙、遺骨などの物証は何ら示されず、墓石と称する石の写真はコンクリートがとても白くて1968年に建立されたものとは到底考えられなかった。30年に建てられたものには見えず、急ごしらえに見えたのである。墓石には生年月日が1927年3月30日、死亡日が1968年3月30日と刻まれているが、昭二の生年月日は1927年3月31日なのであり、本人が北朝鮮に上陸して5年間生活していたのであれば間違えるはずもない生年月日の情報が誤っていることなどから、子どもたちは北朝鮮当局の説明は信じるに足らないと判断した。
北朝鮮工作員だった安明進の証言によれば、金正日政治軍事大学の呉求鎬（オ・グホ）教官が清津連絡所に勤務していた1960年代中頃、能登半島で漁船に乗っている3〜4人の男性を拉致しようとし、そのうちの1人が少年だったこと、また、漁船のなかで最も年長だった者が頑強に抵抗したので、その場で射殺し、鉛のかたまりを身体にくくり付けて海中に投げ捨てたことを、呉求鎬自身から聞いたという。呉求鎬は工作員養成機関である金正日政治軍事大学で、1988年11月の「航海講座」の際に、安明進ら学生にこのときのことを詳細に説明し、日本での拉致は自分が最初だと語った。呉によれば、怖がって泣き出した子どもをかばった男を射殺し、その後、震えている子どもともう一人の大人を工作船に乗り移らせ、死体も乗せたという。安明進は1991年9月、大学の通信装備倉庫の前で寺越武志に酷似した眼鏡をかけた私服の男性を見かけており、学生の一人が「あれが教官が拉致した男だそうだ」と安に教えたという。
寺越昭二の子息である寺越昭男、北野政男、内田美津夫の3名は、2003年（平成15年）11月27日、安明進の証言などをもとに、石川県警察に拉致実行犯の呉求鎬（オ・グホ）を殺人（刑法199条）と死体遺棄（刑法190条）の罪で刑事告訴・告発した。

### 拉致事件の可能性
「沖合いで北朝鮮の船に助けられた」という武志らの証言は韓国人拉致被害者で横田めぐみの夫とされた金英男のケースと一致し、北朝鮮当局者からの指示である可能性がある。昭二の息子たちは、従兄弟である寺越武志やその母友枝のことも考え、父の死については胸に秘めておこうと考えてきたが、2002年9月17日に金正日が失踪者たちが北朝鮮工作員によって拉致されたことを認めたとなると、何もしないでいるわけにはいかない、兄弟が声を上げようと決心するに至った。2002年10月11日、昭男と美津夫は東京に赴き、テレビ朝日『ニュースステーション』に生出演して、1963年の3人の失踪の調査をもう一度すすめるよう世論に訴えた。
「家族会」（北朝鮮による拉致被害者家族連絡会）と「救う会」（北朝鮮に拉致された日本人を救出するための全国協議会）は、いずれも、この事件が拉致事件であるとの認識に立っている。昭男も美津夫もテレビでは「拉致」という言葉は使わなかったが、「家族会」でも「救う会」でも、これは明らかに「拉致」だと語った。昭男、政男、美津夫の3人は「家族会」への参加を決めた。「家族会」事務局長の蓮池透は「声を上げるのをずっと待っていました」と声をかけた。
昭男、政男、美津夫は、2003年1月、初めて「家族会」の会合に参加し、その場で父寺越昭二と叔父寺越外雄の拉致認定と真相解明を訴えた。3月12日には家族会と中山恭子内閣官房参与との昼食会に出席、翌日には川口順子外務大臣と面会して拉致認定を訴え、5月9日には再び上京して福田康夫内閣官房長官や安倍晋三官房副長官と面会、ここでも拉致認定を訴えた。5月12日、寺越事件発生よりちょうど40年目にあたるその日、地元の福浦漁港では集会が開かれ、昭男は事件の真相解明と解決を訴えた。集会では、今後5月12日を「寺越事件の日」として毎年集会を開くことが決まった。3人はまた、この年の11月、上述のとおり寺越事件について石川県警に告訴・告発をおこなった。
日本政府は2007年（平成19年）11月6日、福田康夫首相名で、寺越事件は「北朝鮮による拉致の可能性を排除できない事案に該当」との見解を示している。また、日本の警察当局もわずか7km沖合いの日本領海内において漂流した漁船が発見されており、浸水した形跡もないことから、北朝鮮の工作船によって発見され、拉致されたものと推測している。しかし、寺越昭二、外雄、武志は3人とも政府による拉致認定はなされていない。
2010年5月、寺越外雄の死亡取り消しが海上保安庁からなされたとき、「家族会」事務局長の増元照明は、金英男も寺越武志と同様の証言をしているにも係わらず、韓国政府は金英男が「拉致被害者」であるとの認識に立ち、北朝鮮政府に返還を求めていることからすると、日本政府も日本の見解として「拉致被害者」として認定すべきものであり、それができないのは、北朝鮮政府への遠慮か北朝鮮に在住する寺越武志の安全保証なのかは不明ながら、北朝鮮国内あるいは監視下で本人の意思から真実をいえない以上、政府としての見解・判断を独自になすべきであるとしている。また、無念の思いで亡くなった寺越外雄の思いを考えるならば、せめて家族の安全を確保するためにも、外雄の拉致認定をすべきであるとの考えを表明した。
2013年5月17日、「救う会」会長西岡力と昭二の親族は古屋圭司拉致担当大臣に対し「寺越事件に関する要望書」を提出、北朝鮮による拉致事件として真相究明を要請した。古屋は「安倍内閣として政府の拉致認定の有無にかかわらず、全員救出する方針だ。その中に寺越事件も含まれる」との見解を示した